# Куново (Грифінський повіт)
Куново (пол. Kunowo) — село в Польщі, у гміні Бане Грифінського повіту Західнопоморського воєводства.
Населення — 334 особи (2011).
У 1975-1998 роках село належало до Щецинського воєводства.

## Демографія
Демографічна структура станом на 31 березня 2011 року:
|          | Загалом | Допрацездатний вік | Працездатний вік | Постпрацездатний вік |
| -------- | ------- | ------------------ | ---------------- | -------------------- |
| Чоловіки | 174     | 40                 | 125              | 9                    |
| Жінки    | 160     | 35                 | 96               | 29                   |
| Разом    | 334     | 75                 | 221              | 38                   |